# Kunheim
Kunheim IPA: [ˈkynaɪm] (deutsch Künheim, elsässisch Küene IPA: [ˈkyə̯nə]) ist eine französische Gemeinde mit 1857 Einwohnern (Stand 1. Januar 2022) im Département Haut-Rhin in der Region Grand Est (bis 2015 Elsass). Die Bewohner werden Kunheimois und Kunheimoises genannt.

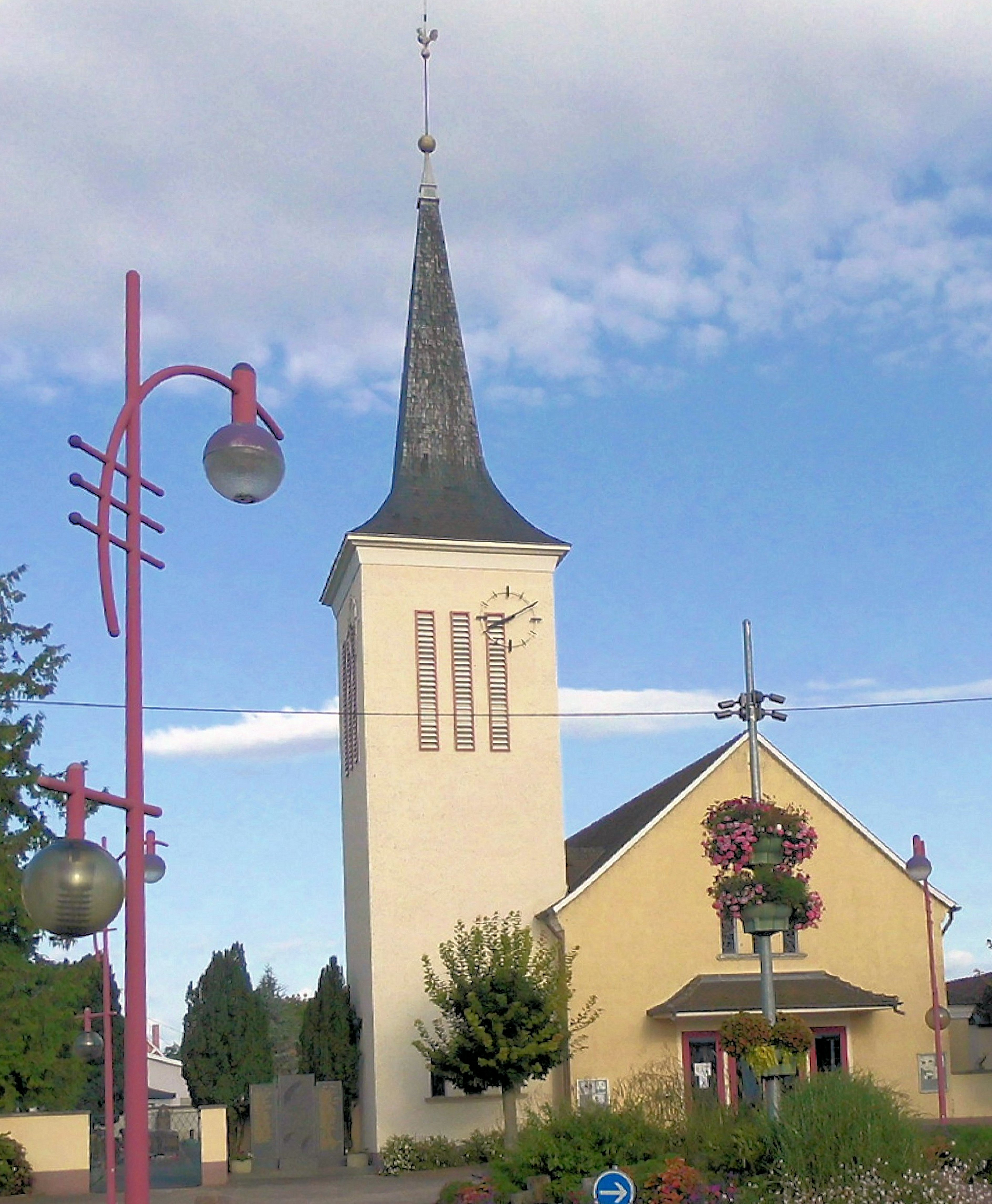
Lutherische Kirche

Die Gemeinde erhielt 2022 die Auszeichnung „Eine Blume“, die vom Conseil national des villes et villages fleuris (CNVVF) im Rahmen des jährlichen Wettbewerbs der blumengeschmückten Städte und Dörfer verliehen wird.

## Geographische Lage
Die Ortschaft liegt am Rhein-Rhône-Kanal, etwa sechs Kilometer nordwestlich von Breisach an der Landstraße von Straßburg nach Basel. Hier zweigt der schiffbare Künheimer Kanal (Breisacher Zweigkanal) ab, der den Rhein-Rhône-Kanal mit dem Rhein bei Breisach verbindet und 6,5 km lang und 2 m tief ist.

## Geschichte
Die ersten bekannten Erwähnungen stammen aus einer Schenkungsurkunde aus dem Jahr 998 und aus der Chronik von Ebersmünster aus dem 13. Jahrhundert. Die Äbtissin des Nonnenklosters in Erstein hatte hier Grundbesitz.  Im 18. Jahrhundert befand sich Kunheim im Besitz der Herren von Rathsamhausen.
Im Jahr 1766 wurde der Ort wegen der wiederholten Überschwemmungen des mäandrierenden Rheins um einen Kilometer verlegt. Betroffen waren 32 Familien und damit insgesamt schätzungsweise 200 Personen. Zur Hilfe bei der Umsiedlung stellten die umliegenden Dörfer Männer und Fuhrwerke.
Von 1871 bis zum Ende des Ersten Weltkrieges gehörte Künheim als Teil des Reichslandes Elsaß-Lothringen zum Deutschen Reich und war dem Kreis Colmar im Bezirk Oberelsaß zugeordnet.

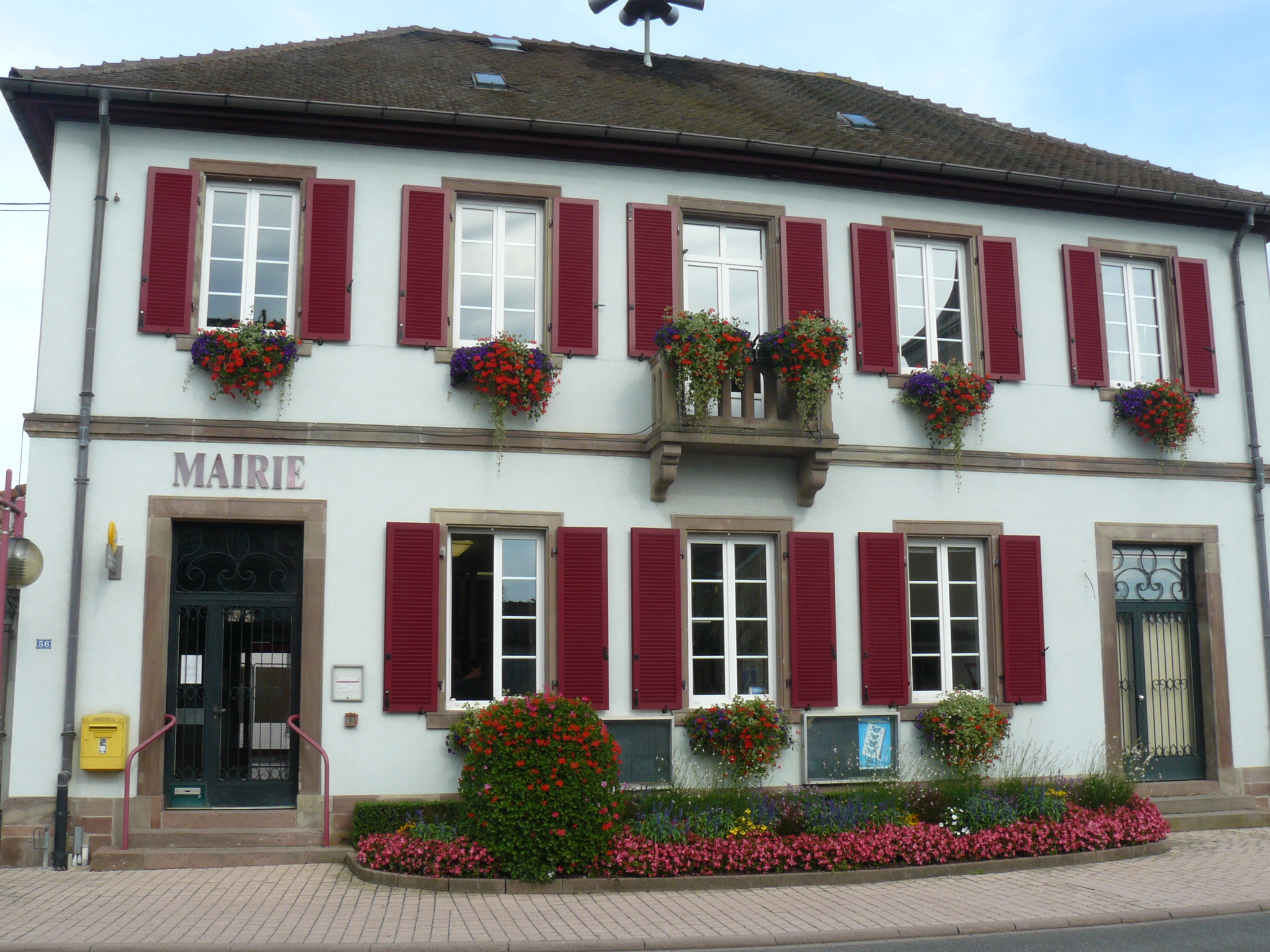
Mairie Kunheim
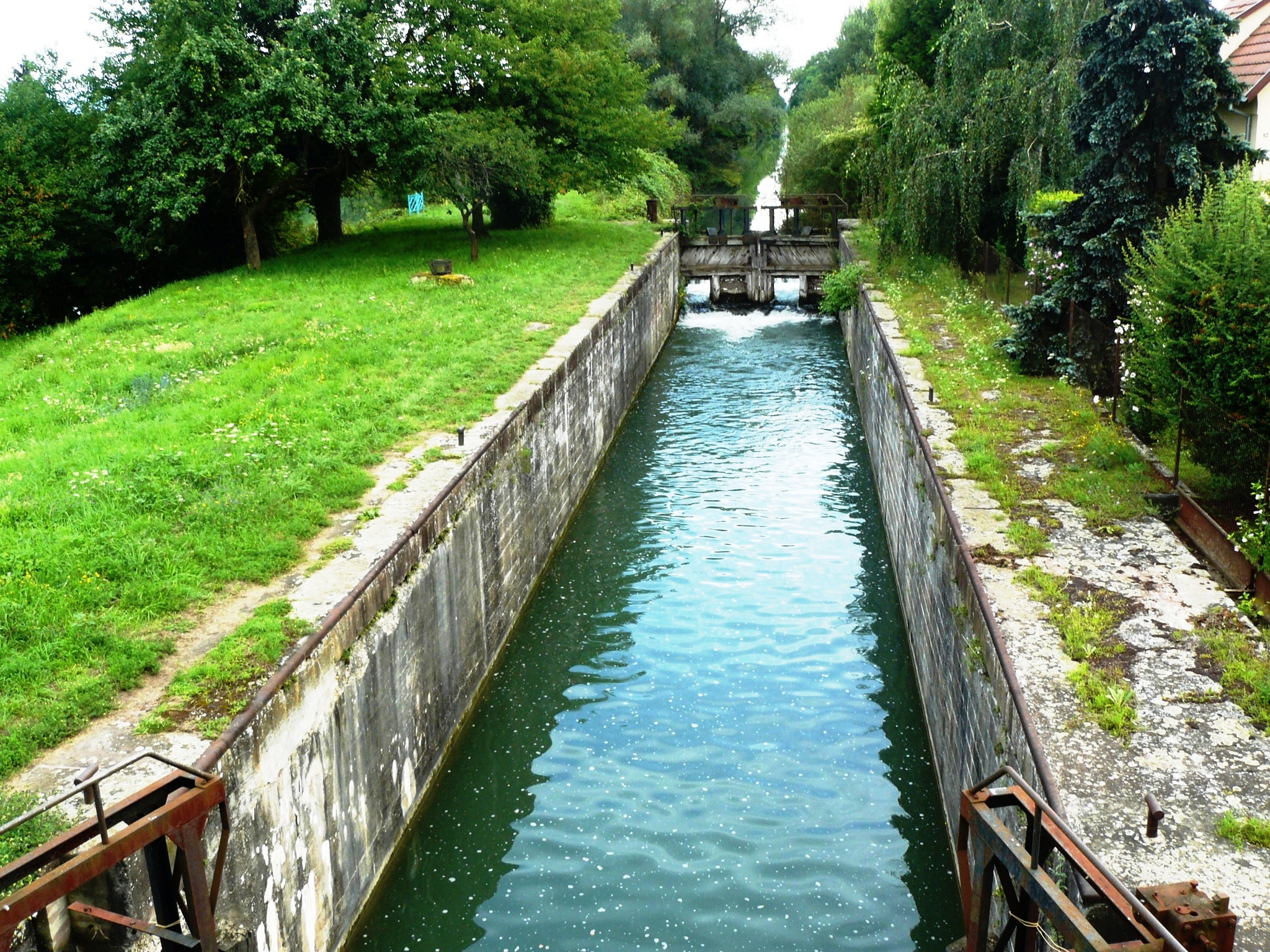
Künheimer Kanal mit Schleusentor
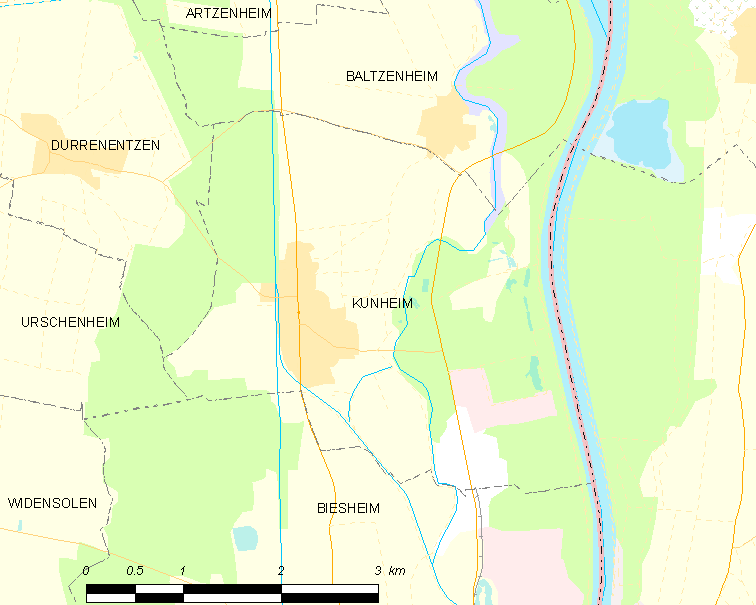
Künheim am Rhein-Rhone-Kanal, westlich des Rheins

Zu Beginn des Zweiten Weltkriegs wurde die Dorfbevölkerung größtenteils nach Casteljaloux im Département Lot-et-Garonne evakuiert. Dieses Ereignis war 60 Jahre später im Juni 1999 Anlass zur Begründung einer offiziellen Gemeindepartnerschaft zwischen den beiden Kommunen. Zu Beginn des deutschen Frankreichfeldzuges lag der Ort am 16. Juni 1940 unter schwerem  Artilleriebeschuss, desgleichen während der Offensive amerikanischer Truppen, die den Ort am 2. Februar 1945 einnehmen konnten.
Heute ist Kunheim Mitglied des Gemeindeverbandes Communauté de communes Alsace Rhin Brisach.

### Demographie
| Jahr | Einwohner | Anmerkungen                                                                                            |
| ---- | --------- | --- |
| 1793 | 261       | [ 5 ]                                                                                                  |
| 1824 | 514       | davon 19 Katholiken und 495 Protestanten                                                               |
| 1861 | 700       | [ 7 ]                                                                                                  |
| 1866 | 735       | [ 5 ]                                                                                                  |
| 1872 | 704       | [ 5 ]                                                                                                  |
| 1880 | 715       | am 1. Dezember, auf einer Fläche von 1156 ha, in 149 Häusern, davon 30 Katholiken und 685 Protestanten |
| 1885 | 687       | [ 9 ] [ 10 ]                                                                                           |
| 1890 | 697       | in 148 Häusern mit 173 Haushaltungen, davon 42 Katholiken, 610 Protestanten und 42 sonstige Christen   |
| 1901 | 654       | [ 5 ]                                                                                                  |
| 1906 | 642       | [ 5 ]                                                                                                  |
| 1910 | 600       | [ 11 ] [ 12 ]                                                                                          |

| Jahr                                            | 1962 | 1968 | 1975 | 1982 | 1990 | 1999 | 2006 | 2018 |
| ----------------------------------------------- | ---- | ---- | ---- | ---- | ---- | ---- | ---- | ---- |
| Einwohner                                       | 600  | 752  | 1035 | 1179 | 1313 | 1569 | 1742 | 1779 |
| Quellen: Gemeindeverzeichnis, Cassini und INSEE |      |      |      |      |      |      |      |      |

## Sehenswürdigkeiten
- Die protestantische Kirche wurde zwischen 1954 und 1958 erbaut als Ersatz für den im Juni 1940 zerstörten Vorgängerbaus.
- Das Bürgermeisteramt (Mairie) wurde 1863 errichtet und birgt heute auch ein Postamt, früher eine Mädchenschule.
- Das Haus an der Rue Principale 53, 55, ein früherer Bauernhof, ist 1768 unter Verwendung von Materialien des alten Dorfes erbaut worden, zwei Jahre nach der Gründung des neuen Dorfes im Jahre 1766.

## Söhne und Töchter der Gemeinde
- Johann Friedrich Aufschlager (1766–1833), deutsch-französischer Pädagoge und Landeshistoriker des Elsass, wurde in Kunheim geboren.